# Старица (Херсонская область)
Старица (укр. Стариця) — село в Борозенской сельской общине Бериславского района Херсонской области Украины.
Почтовый индекс — 74140. Телефонный код — 5532. Код КОАТУУ — 6520983703.

## Население
Население по переписи 2001 года составляло 118 человек.

### Языковой состав
Родной язык населения по данным переписи 2001 года:
| Язык       | Численность, чел. | Доля     |
| ---------- | ----------------- | -------- |
| Украинский | 111               | 94,07 %  |
| Русский    | 7                 | 5,93 %   |
| Итого      | 118               | 100,00 % |

## История
В 1946 году указом ПВС УССР село Старофеинка переименовано в Старицу.

## Местный совет
74140, Херсонская обл., Великоалександровский р-н, с. Новая Кубань, ул. Ленина, 38